# Secrétaire d'État assistant pour l'Europe et l'Eurasie
Le secrétaire d'État assistant pour l'Europe et l'Eurasie (Assistant Secretary of State for European and Eurasian Affairs, en anglais) est le secrétaire d'État assistant des États-Unis à la tête du Bureau de l'Europe et de l'Eurasie au sein du département d'État des États-Unis.
La fonction est occupée par James C. O'Brien depuis le 5 octobre 2023.

## Liste des secrétaires d'État assistants pour l'Europe et l'Eurasie
- Présidence George W. Bush
  - 21	James F. Dobbins	4 janvier 2001 au	1er juin 2001
  - 22	A. Elizabeth Jones	1er juin 2001 au	28 février 2005
  - 23	Daniel Fried	5 mai 2005 au	20 janvier 2009
- Présidence Barack Obama
  - 24	Philip H. Gordon	15 mai 2009 au	11 mars 2013
  - 25 Victoria Nuland 18 septembre 2013 au	20 janvier 2017
- Présidence Donald Trump
  - John A. Heffern faisant fonction	20 janvier 2017 au	23 août 2017
  - 26	A. Wess Mitchell	12 octobre 2017 au	15 février 2019
  - Michael Murphy 18 février 2019	au 18 mars 2019
  - Philip T. Reeker faisant fonction	18 mars 2019 au	31 juillet 2021
- Présidence Joe Biden
  - Maureen Cormack faisant fonction 2 août 2021	au 28 septembre 2021
  - 27 Karen Donfried 30 septembre 2021 au	31 mars 2023
  - Dereck J. Hogan faisant fonction	1er avril 2023 au	10 juillet 2023
  - Yuri Kim faisant fonction	10 juillet 2023 au	5 octobre 2023
  - 28	James C. O'Brien	5 octobre 2023	en cours